# Lac Nicolet
Lac Nicolet är en sjö i Kanada.   Den ligger i regionen Centre-du-Québec och provinsen Québec, i den sydöstra delen av landet, 300 km öster om huvudstaden Ottawa. Lac Nicolet ligger 349 meter över havet. Arean är 4,1 kvadratkilometer. Den sträcker sig 3,1 kilometer i nord-sydlig riktning, och 3,7 kilometer i öst-västlig riktning.
I omgivningarna runt Lac Nicolet växer i huvudsak blandskog. Trakten runt Lac Nicolet är nära nog obefolkad, med mindre än två invånare per kvadratkilometer.